# Agenda Tobiášova
Agenda Tobiášova je rukopis chorální notace. Vznikl roku 1294 v Praze.

## Dějiny
Rukopis byl vytvořen pro pražského biskupa Tobiáše z Bechyně. Dnes je uložen v knihovně Metropolitní kapituly u svatého Víta v Praze.

## Notace
Rukopis je notován na čtyřlinkové osnově v jacentně rombickém typu přechodové notace mezi starou notací neumovou a novější punktální. Celkově je způsob notace poněkud labilní a typologicky přechodný, dokonce více nežli je tomu v případě svatovítského tropáře.